# Mondkalb (Zeitung)
Mondkalb – Zeitschrift für das organisierte Gebrechen ist eine Alternativzeitschrift über Behinderung und Ausgrenzung, die sich in erster Linie an eine nichtbehinderte Leserschaft wendet. Seit 2007 erscheint die Zeitschrift mehrmals jährlich in Berlin und liegt kostenlos öffentlich (in Kneipen, Cafés, Bibliotheken, Volkshochschulen …) aus.

## Geschichte
Im Jahr 2006 fand ein Seminar der Naturfreundejugend Berlin zu Behinderung statt: Bist Du noch ganz normal? Behinderung. Behindert werden. Behindert sein. Dabei entstand die Idee, dieses Thema in einer eigenen Zeitung aufzugreifen und zu vertiefen.
Der Name Mondkalb – Zeitschrift für das Organisierte Gebrechen geht auf eine Idee des Mitgründers Karsten Krampitz zurück. Als Mondkalb bezeichnete man einst die "Missgeburten" von Hausrindern, weil man im Einfluss des Mondes die Ursache für die Fehlbildung sah. Daher schien der Name für die Zeitung passend.
Am 5. Mai 2007, zum EU-Protesttag zur Gleichstellung behinderten Menschen, erschien die erste Ausgabe.

## Inhalt
Vorurteile und ein überwiegend medizinischer Blick auf Behinderung (Medizinisches Modell von Behinderung) tragen zu negativen Einstellungen gegenüber Menschen mit Behinderungen bei. Man sieht sie klischeehaft als kranke, fehlerhafte und unnormale Personen, als Objekte für professionelle Intervention, als eine Last für sich selbst und für ihre Familien, abhängig von der Gnade (der unverdienten Milde) anderer Menschen.
Dr. Stefan Schneider, Sozialwissenschaftler: "Dass Behinderung aber kein rein geburtsmäßiges Schicksal ist, sondern vielfach gesellschaftlich hergestellt und zementiert wird, verrät der Untertitel. Zeitschrift für Organisiertes Gebrechen. Die Assoziation mit Al Capone, der Mafia, Yakuza und anderen Spielarten subversiven Handelns, das im Allgemeinen mit dem Begriff Verbrechen stigmatisiert wird, soll suggerieren: Hier sind Täter am Werk, keine Opfer."
Infrastrukturelle, institutionelle und Einstellungs-Barrieren, Behinderung als soziales Konstrukt (Soziales Modell von Behinderung) im Sinne der Disability Studies sowie auch andere Themen rund um Körper, Körperpolitik und Normierung werden in den Artikeln meist mit Humor und/oder Sarkasmus betrachtet.